# Pidonia chienhsingi
Pidonia chienhsingi är en skalbaggsart som beskrevs av Mikio Kuboki 1995. Pidonia chienhsingi ingår i släktet Pidonia och familjen långhorningar.
Artens utbredningsområde är Taiwan. Inga underarter finns listade i Catalogue of Life.